# Palazzina Francolini
La palazzina Francolini è un edificio di Firenze, situato in via della Mattonaia 18.

## Storia e descrizione
L'edificio, sebbene con volumi di più ampia dimensione, propone la tipica tipologia del villino tardo ottocentesco, con due piani e un mezzanino organizzati su tre assi, segnati al centro dal portone sormontato dal terrazzino. Sulla destra è una memoria, dettata da Isidoro Del Lungo e qui posta dal Collegio degli Architetti e degli Ingegneri, che ricorda come l'edificio fosse stato abitato dall'architetto Felice Francolini, primo presidente dello stesso Collegio (dal 1876 al 1880 e ancora dal 1881 al 1891), qui morto alla veneranda età di ottantasette anni il 4 gennaio 1896. L'espressione "in questa sua casa", è in questo caso da intendersi non solo nel senso della proprietà, ma della paternità del progetto all'architetto (che potrebbe essere stato affiancato in questo caso, vista l'età oramai avanzata, da Michelangelo Maiorfi): si tenga infatti presente come questi, già ingegnere capo del Comune di Firenze, fosse stato di fatto l'attuatore del piano di urbanizzazione della zona attorno a piazza d'Azeglio, seppure sulla base del progetto di massima redatto da Giuseppe Poggi. Assonanze strutturali e decorative di questa palazzina si rilevano con quella d'Ancona sempre in piazza d'Azeglio ai numeri 25-26, progettata dal Francolini ed eretta tra il 1869 e il 1871.
La targa in marmo bianco, con cornice modanata, riporta:
| FELICE FRANCOLINI ARCHITETTO NELL'ARTE PROPRIA DELLE AFFINE DISCIPLINE MAESTRO INSIGNE IN QUESTA CASA MORIVA VENERANDO D'ANNI E DI MERITI IL IV GENNAIO MDCCCXCVI E QUI IL COLLEGIO DEGLI ARCHITETTI E INGEGNERI CHE LO EBBE PRIMO PRESIDENTE INSCRIVE IL NOME DI LUI ANNUENTE IL COMUNE |